# Koulé (Guinée)
Pour les articles homonymes, voir Koulé.
Koulé, également appelé Yaketa, est une commune rurale de Guinée, l'une des onze sous-préfectures de la préfecture de Nzérékoré, à une quarantaine de kilomètres (42) à l'ouest de la ville de Nzérékoré.

## Géographie

### Toponymie
Le nom Koulé vient du guerze « koulè-bhè », qui signifie « restons ici » et Yaketa signifiant « chez Yake ». Yake est le nom du fondateur du village.

## Économie
Koulé est un carrefour commercial entre les préfectures de N'Zérékoré et Macenta. Son marché hebdomadaire qui se tient le lundi. Des marchands et acheteurs venant de plusieurs localités s'y donnent rendez-vous chaque semaine dans ce marché hebdomadaire. 
L'économie est essentiellement agricole. Les produits comme l'huile rouge, le café, le cacao, la cola, la banane, le riz, etc., y sont produits. Ces dernières années l'extraction de l'huile de palmiste est devenue une activité très prisée des populations qui ont installé tout le long de la commune rurale des unités d'extraction qui au-delà des revenus économiques générés, provoquent une situation écologique préoccupante avec la contamination de l'air.

## Personnalité liée à la commune
- Moussa Dadis Camara (née en 1964 ou 1968), leader de la junte.
- Jean-Baptiste Kolié, Président du Conseil Supérieur de la Diaspora Forestière[1] de Guinée (2016-2018).
- Édouard Kolié, auteur du livre « Désarroi au pays des merveilles »est né à Koulé. Cf. : https://www.amazon.fr/D%C3%A9sarroi-pays-merveilles-Edouard-KOLI%C3%89/dp/B073LWR8DZ#detailBullets_feature_div